# Alpha Epsilon Pi

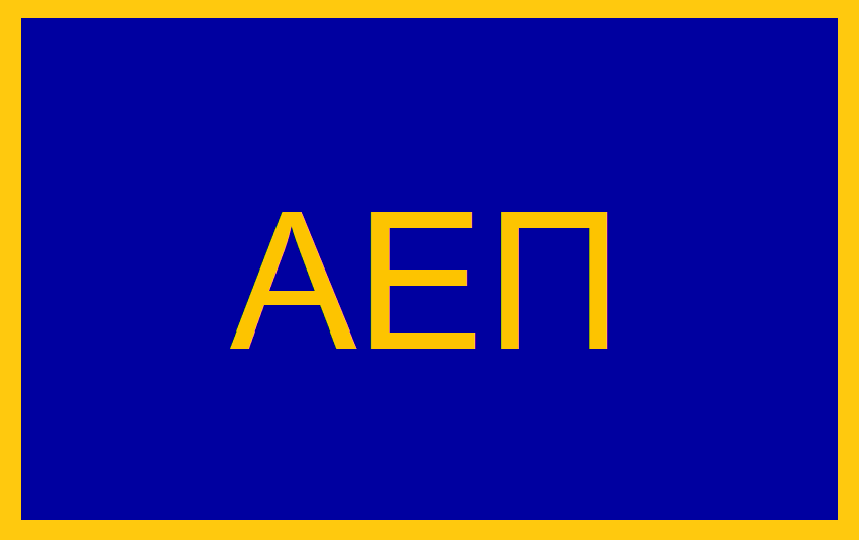
Bandeira da fraternidade AEPi.

Alpha Epsilon Pi (ΑΕΠ ou AEPi), a fraternidade da faculdade judaica, tem 140 capítulos ativos nos Estados Unidos, Canadá e Israel com uma adesão de mais de 8 500 estudantes universitários. Alpha Epsilon Pi é uma fraternidade judaica, embora não-discriminatórias e aberto a todos os que estão dispostos a abraçar a sua finalidade e valores.